# Marsdenia brevisquama
Marsdenia brevisquama är en oleanderväxtart som beskrevs av Jumelle och Perrier. Marsdenia brevisquama ingår i släktet Marsdenia och familjen oleanderväxter. Inga underarter finns listade i Catalogue of Life.